# Cooperativa Catalana de Serveis Financers
Cooperativa Catalana de Serveis Financers és una cooperativa de serveis financers amb seu a Barcelona impulsada en els seus inicis per l'Associació per la Nova Caixa Catalana.
El 3 de setembre de 2016 es va dur a terme l'assemblea fundacional de la Cooperativa Catalana de Serveis Financers a sala del rectorat de la Facultat d'Economia i Empresa de la Universitat de Barcelona. Posteriorment, el 15 d'octubre es va formalitzar notarialment la cooperativa.
L'objectiu final de la cooperativa és crear una entitat social i de proximitat centrada en prestar serveis financers a les persones i entitats jurídiques de Catalunya. En concret, es proposa finançar projectes d'emprenedoria i autoocupació que afavoreixin la creació de nous llocs de treball, la millora de les condicions socials, la sostenibilitat ambiental i el sentiment de país. La nova entitat pren com referència el model de banca ètica i social d'entitats com Colonya Caixa Pollença, la Caixa Ontinyent o la Caixa Popular de València. A llarg termini, el seu objectiu és poder convertir-se amb la Caixa Cooperativa Catalana.
Els valors que fonamenten l'entitat són:
- SENTIMENT DE PAÍS. Estimem el nostre país, la seva gent, la seva cultura, la seva història i la seva llengua.
- SERVEI A LES PERSONES. Som una organització al servei del conjunt de la societat i amb la voluntat de donar resposta personalitzada a les seves necessitats i aspiracions.
- TRANSPARÈNCIA. Totes les accions realitzades per les persones que actuen en nom de la cooperativa han de ser públiques, mantenint el dret a la informació i el benefici comú per davant de l'individual, evitant privilegis i creant un clima de confiança.
- RIGOR. Confiança en el tracte i en el compliment de les normes adoptades. Precisió en la realització de les tasques, especialment en l'anàlisi, l'estudi i el treball relacionat amb la gestió financera.
- EFICIÈNCIA. Fer “bé les coses”, fer-les amb la millor relació de recursos emprats i resultats obtinguts.

## Presidències
- Joan Olivé i Mallafrè (2016-2019)
- Josep de Marfà i Vila (2019-2019)
- Jaume Miquel March i Amengual (2019-actualitat)